# Tondo (Disclosure)
Tondo is een nummer van het Britse elektronische muziekduo Disclosure uit 2020. Het nummer bevat een sample uit Tondoho Mba van de Kameroense zanger Eko Roosevelt.
In het nummer worden dance- en wereldmuziek met elkaar gecombineerd. "Tondo" flopte in het Verenigd Koninkrijk, maar werd wel een bescheiden (radio)hitje in het Nederlandse taalgebied. In Nederland bereikte het de 3e positie in de Tipparade, en in Vlaanderen de 16e positie in de Tipparade.